# Бодисёрфинг

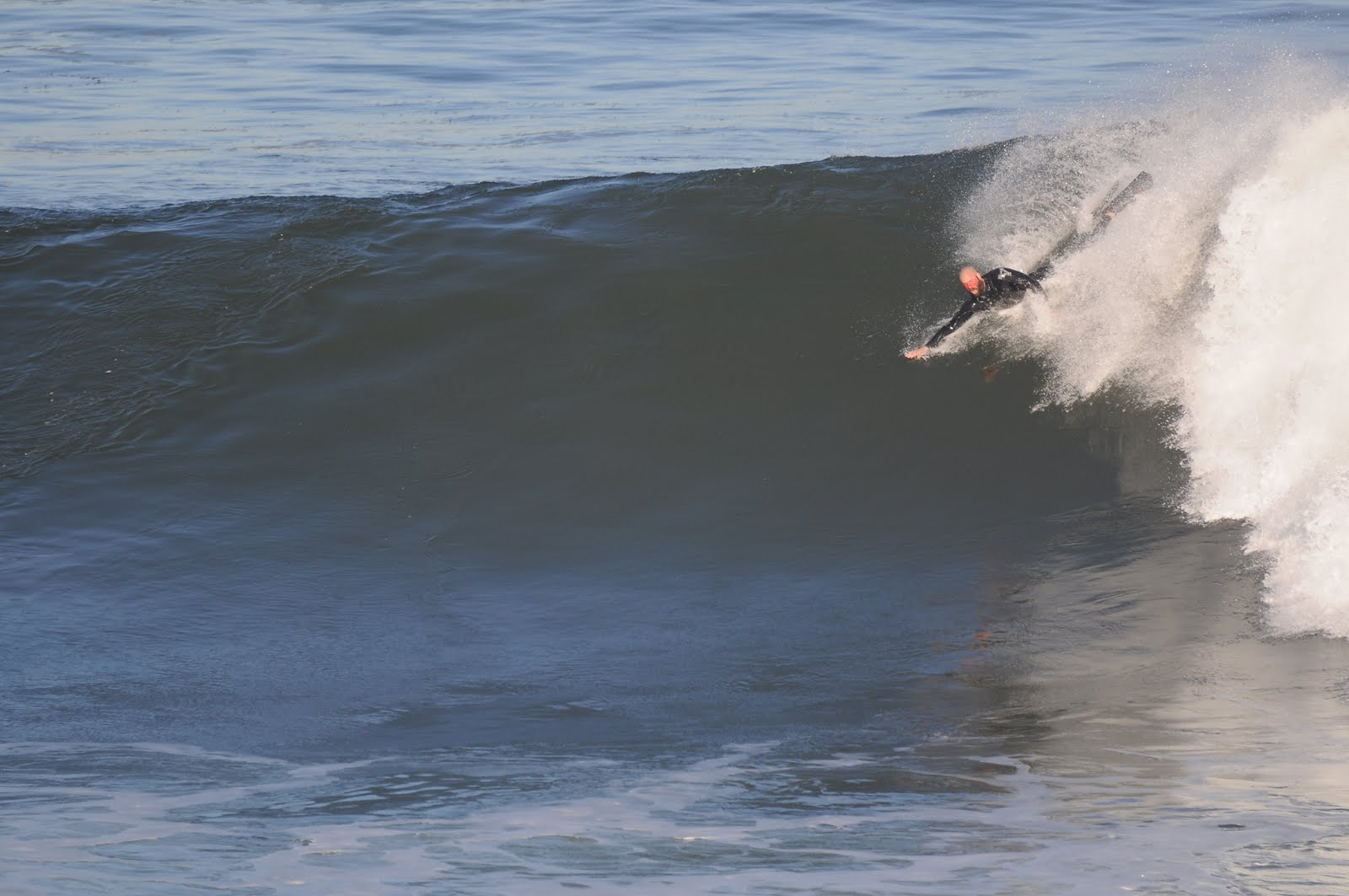
Бодисёрфер

Бодисёрфинг — вид спорта, суть которого заключается в катании на волнах без каких-либо поддерживающих на плаву приспособлений, таких как сёрфборд или бодиборд. Бодисёрферы часто надевают ласты в качестве экипировки, облегчающие движение и помогающие ловить, ехать и преодолевать волны. Некоторые бодисёрферы так же используют хендплейн (англ. handplane) — мини доска, надеваемая на руку и помогающая поднять грудную клетку во время движения, а также увеличить скорость, за счёт снижения сопротивления.
Лучшими волнами для бодисёрфинга считаются крутые, быстрые и закрывающиеся у берега волны, которые не подходят для обычного сёрфинга на досках. Два наиболее известных спота — это Санди-Бич и Макапуу на восточной части Оаху, Гавайи. Ведж, в Ньюпорт-Бич, Калифорния — это свирепая песчаная волна и как точно подметило издание Sports Illustrated в 1971 году — «огромнейший, орущий шорбрейк». На протяжении десятилетий была самой страшной и известной среди бодисёрферов. Другие регионы, в которых расположены бодисёрф споты мирового класса это Оссегор (Франция), Пуэрто-Эскондидо (Мексика) и Назаре (Португалия).